# Disneyland Flying Saucers

Disneyland Flying Saucers est une attraction, aujourd'hui disparue, qui était située dans la section Tomorrowland du parc Disneyland en Californie.

## Attractions
Les visiteurs embarquaient à bord de soucoupes individuelles placées sur coussins d'air et disposées sur une large surface assez proche des jeux de Air Hockey. Les visiteurs, après être montés dans l'une des soucoupes placée sur coussins d'air, pouvaient se lancer dans une version futuriste des Autos tamponneuses : les changements de direction étaient obtenus en penchant le corps dans le sens opposé au déplacement désiré.
Cette attraction étaient très difficile à maintenir opérationnelle en raison de la technique utilisée assez imparfaite.
L'attraction a été supprimée en 1966 pour réaménager le site de Tomorrowland prévu en 1967. L'espace a été transformé en Tomorrowland Stage, une salle de spectacle découverte au pied de Space Mountain. Cet espace fut ensuite couvert en 1986 et rebaptisé Magic Eye Theater.
- Ouverture : 6 août 1961[1]
- Fermeture : 5 septembre 1966[1]
- Situation : 33° 48′ 41″ N, 117° 55′ 02″ O
- Attractions suivantes :
  - Tomorrowland Stage (1966-1982)
  - Magic Journeys (1982-1986)
  - Captain Eo (1986-1997)
  - Honey, I Shrunk The Audience depuis 1998